# Зомби из Лос-Анджелеса
«Зомби из Лос-Анджелеса» (англ. L.A. Zombie) — фильм режиссёра Брюса Ля Брюса и гей-порноактёра Франсуа Сага. Международная премьера фильма состоялась в 2010 году на Международном кинофестивале в Локарно. Фильм относится к новой «квир» волне.

## Сюжет
Бездомный шизофреник считает себя зомби-инопланетянином и совокупляется с найденными на улицах Лос-Анджелеса трупами мужчин, пытаясь оживить их. Они почему-то не оживают. Шизофренник в полной растерянности осознает, что он обычный человек и кончает жизнь самоубийством в надежде стать зомби. Но так и не становится им.

## В ролях
| Актёр             | Роль                                  |
| ----------------- | ------------------------------------- |
| Франсуа Сага      | Зомби                                 |
| Рокко Джованни    | Жертва автомобильной катастрофы       |
| Вульф Хадсон      | Жертва стрельбы                       |
| Эдди Диаз         | Мёртвый парень, выброшенный из машины |
| Мэттью Раш        | Жертва наркотиков № 1                 |
| Эрик Родс         | Жертва наркотиков № 2                 |
| Франческо Де’Мачо | Жертва наркотиков № 3                 |
| Адам Киллиан      | Жертва наркотиков № 4                 |
| Тони Уорд         | Бездомный № 1                         |
| Сантино Райс      | Бездомный № 2                         |
| Тревор Вейн       | Наркоторговец                         |

## Производство
Съемки фильма начались в 2009 году в Лос-Анджелесе. Одна из сцен снималась в реке Лос-Анджелес. «Зомби из Лос-Анджелеса» был издан в двух редакциях: как художественный фильм, а затем как гей-порно.

## Релиз
30 января 2010 года фильм был показан на Берлинском кинофестивале в Германии в рамках проекта «L.A. Zombie: The Movie That Would Not Die». 4 августа 2010 года фильм был показан на кинофестивале в Локарно.
Фильм также должны были показать на Мельбурнском международном кинофестивале в Австралии 7 и 8 августа 2010 года. Австралийский совет по классификации фильмов отказался классифицировать фильм. Согласно австралийскому законодательству фильмы, которым отказали в классификации, не могут продаваться, распространяться или показываться на общественных мероприятиях.
Американский релиз фильма состоялся 12 ноября 2010 года на DVD-носителях. Он представляет собой версию без цензуры, в отличие от смягчённой версии, показанной на кинофестивалях.